# Carrizozo, Novi Meksiko
Carrizozo je gradić u okrugu Lincolnu u američkoj saveznoj državi Novom Meksiku. Okružno je sjedište. Prema popisu 2010. u Carrizozu je živjelo 996 stanovnika.

## Ime
Ime je dobio prema španjolskoj riječi za travu (carrizo) koja je u ovom kraju obilato rasla, što je bila izvrsna podloga za rančersko stočarstvo. Dodatno 'zo' u imenu dodano je radi pokazivanja obilja trave "carriza". Grad često skraćeno nazivaju 'Zozo'.

## Zemljopis
Carrizozo se nalazi na sjevernom kraju Tularoškog bazena koji se pruža južno prema granici Novog Meksika i Teksasa. Grad se nalazi na ravnom dijelu prije poznatom kao "Corrizo flats", na kojem raste tipično nisko grmlje Chihuahuaske pustinje.
Zapadno od grada je Carrizoski malpais. To je 40 milja dug izljev lave, star oko 1500 godina i dostupan preko rekreacijske zone Doline krijesova. Prema sjeveroistoku je planina Carrizo visoka preko 2700 metara, a na jugoistoku je gorje Sacramento.

## Povijest
Osnovan je 1899. godine. Kroz Carrizozo išao je glavni željeznički pristup u okrug Lincoln, zbog čega je u prvog desetljeća postojanja bilježio veliki populacijski rast. Zbog opadajuće važnosti željeznice, postupno je opadao broj stanovnika u Carrizozu.
Prije 1899. ovo je bio kraj s rančevima i mjesto gdje su kočije prolazile, ograničeno se zadržavajući. U ovom je kraju ranč imao trgovac Lawrence Murphy koji je bio aktivan u rančerskom ratu Divljeg Zapada u lincolnskom okrugu (1878.). Mjesto Carrizoza izabrano je za postaju glavne trase željezničke pruge El Pasa i Sjeveroistoka (EP&NE) 1899. godine. Prednost je dobio unatoč blizini rudarskog gradića White Oaksa koji je bilježio snažni rast. Ishod je bio velika seoba iz White Oaksa u Carrizozo. Željeznica je donijela radna mjesta, porast stanovništva i naraslu važnost grada. Za ishod je bio okružni referendum 1909. kojim je okružno sjedište okruga Lincolna preseljeno iz gradića Lincolna u Carrizozo.  Uslijedila je četverogodišnja pravna bitka koja je raspletena odlukom Vrhovnog suda SAD u slučaju Gray protiv Taylora.
Carrizozo je 50 milja od mjesta gdje je izvršen pokus s atomskom bombom zvani Trinity. Pokus je izvršen 16. srpnja 1945. godine. Stanovnici su prijavili trešenje tla kao u potresu. Kako su bili prvo naselje niz vjetar, gradić je primio znatan udio ostataka gljivastog oblaka atomske bombe, što je rezultiralo radioaktivnom kontaminacijom ovog kraja. Efekti su brzo prošli i nema tragova danas.
Porastom važnosti i uloge automobila, opadala je uloga željeznice te time i Carrizoza. Posljednji je putnički vlak ovuda prošao 1968. godine, što je za posljedicu imalo ekonomski i demografski pad. U zadnje vrijeme fokus je na turizam, a mjesno trešnjino vino ima nacionalni ugled.

## Promet
Carrizozo se nalazi na križanju autocesta 54 i 380. U blizini je općinska zračna luka Carrizozo.

## Demografija
Prema popisu 2010. u gradu je živjelo 996 stanovnika, od čega 78,71% bijelaca, 0,70% afroamerikanaca, 2,61% Indijanaca, 14,16% ostalih te 3,82% dviju ili više rasa. Hispanoamerikanaca bilo koje rase bilo je 43,57%. 54,72% stanovnika su muškarci, 45,28% žene.

## Film i televizija
Ovdje je snimljeno mnogo fimova. Među one koje su barem djelimice snimljeni ovdje su:
- Gambit (2012.)
- This Must be the Place (2011.)
- The Book of Eli (2010.)
- Deja Vu, Hera's Odyssey (2004.)
- The Outfitters (1999.)
- Mad Love (1995.)

## Poznate osobe
- Albert B. Fall - prvi senator države Novog Meksika (1912. – 1921.) i poslije tajnik unutarnjih poslova SAD (1921. – 1923.), rančer u ovom kraju
- William C. McDonald - prvi guverner države Novog Meksika, rančer u ovom kraju
- Charles Siringo - slavni Pinkertonov dektiv koji je u ovom kraju hvatao kradljivce stoke (1916. – 1917.).[15]
- Earl Reece Stadtman - biokemičar, rođen u Carrizozu 1919.

## Zanimljivosti
- Ženski klub u Carrizozou, građevina iz 1920., podignuta u stilu "pueblo revivala",[16] nalazi se na popisu Nacionalnog registra povijesnih mjesta
- Muzej baštine grada Carrizoza. Sagrađen 1940-ih kao hladnjača za smrznutu hranu. Godine 2003. prenamijenjen u muzej.
- Lincoln (nacionalna šuma) jugoistočno od grada, do koje se može doći autocestom 380 i NM 37)
- rekreacijska zona Dolina krijesova, sjeverozapadno od grada, može se doći cestom br. 380

## Vanjske poveznice
- Službena stranica
- Trgovinska komora  Arhivirana inačica izvorne stranice od 5. prosinca 2014. (Wayback Machine)